# Residência de Francisco Peixoto
A Residência de Francisco Peixoto foi a primeira construção em estilo moderno da cidade de Cataguases, Minas Gerais, projetada pelo arquiteto Oscar Niemeyer, sob encomenda de Francisco Inácio Peixoto, em 1940.
Além de Niemeyer outros nomes de vulto deixaram marca na residência: o paisagismo foi projeto de Roberto Burle Marx, o mobiliário desenhado por Joaquim Tenreiro e possui obras expressivas de artes plásticas: Cândido Portinari, José Pedrosa, Santa Rosa, Jan Zach e Jean Luçart, Alexander Calder, Pablo Picasso, Lasar Segall e outras preciosidades, como é o caso do quadro do Iberê Camargo.
A iniciativa de Francisco Peixoto em alguns anos mudou a estética da cidade de Cataguases, que após a construção da residência e do Colégio Cataguases, atraiu diversos arquitetos (principalmente do Rio de Janeiro) a projetar a nova arquitetura na cidade.

## O projeto
A casa se situa em um terreno de 1880m²  à margem do rio Pomba, para a qual Niemeyer fez o projeto que descreve abaixo:

## Tombamento
Atualmente a casa faz parte do Patrimônio Histórico e Artístico de Cataguases, tombada pelo IPHAN em dezembro de 1994, 
mas o acervo de Artes visuais está desprotegido.